# Sapindus
Sapindus Tourn. ex L., 1753 è un genere di piante della famiglia delle Sapindaceae, comprendente arbusti e piccoli alberi nativi di regioni temperato-calde o tropicali sia del Nuovo che del Vecchio Mondo.

## Descrizione
Il genere include sia specie decidue che sempreverdi.
I frutti a bacca sono ricchi di saponina e si usano come materia prima nella produzione di detersivi naturali; per tale motivo queste piante sono anche dette alberi del sapone.

## Tassonomia
Il genere comprende le seguenti specie:
- Sapindus chrysotrichus Gagnep.
- Sapindus delavayi (Franch.) Radlk.
- Sapindus drummondii Hook. & Arn.
- Sapindus emarginatus Vahl
- Sapindus lippoldii I.M.Turner
- Sapindus mukorossi Gaertn.
- Sapindus oahuensis Hillebr. ex Radlk.
- Sapindus rarak DC.
- Sapindus saponaria L.
- Sapindus sonlaensis H.M.Tam, N.K.Khoi, N.T.Cuong & T.B.Tran
- Sapindus tomentosus Kurz
- Sapindus trifoliatus L.
- Sapindus vitiensis A.Gray